# Hubert Humphrey
Hubert Horatio Humphrey, Jr (Wallace, 27 maggio 1911 – Waverly, 13 gennaio 1978), è stato un politico statunitense, vicepresidente degli Stati Uniti sotto la presidenza di Lyndon B. Johnson dal 1965 al 1969.

## Biografia
Humphrey fu dapprima sindaco di Minneapolis, poi senatore democratico del Minnesota e infine 38° Vice Presidente degli Stati Uniti dal 1965 al 1969 sotto la presidenza di Lyndon Johnson. Dopo la rinuncia di Lyndon Johnson ad una nuova nomination, si candidò alle primarie democratiche assieme a Robert Kennedy. Inizialmente in grande vantaggio, negli ultimi mesi di primarie Humphrey venne quasi raggiunto da Kennedy, il quale però venne ucciso.
Venne nominato candidato democratico alle elezioni presidenziali del 1968 pur non avendo vinto le primarie: aveva però raccolto un maggior numero di superdelegati negli stati non principali. Questo risultato controverso portò poi ad una riforma del sistema delle primarie democratiche.
Nelle elezioni affrontò il repubblicano Richard Nixon, che vinse le elezioni con un ampio margine di vantaggio in termini di grandi elettori (301 voti contro i 191 di Humphrey), ma con un margine estremamente esiguo nel voto popolare (con una differenza tra i due candidati di soli 500.000 voti). Massone, fu membro della Loggia Cataract n. 2 di Minneapolis, nel 1973 ha ricevuto dalla Gran Loggia di New York la Distinguished Achievement Award Medal. Chiamato "l'allegro guerriero" per il suo inesauribile ottimismo, Humphrey morì a 66 anni per un tumore.

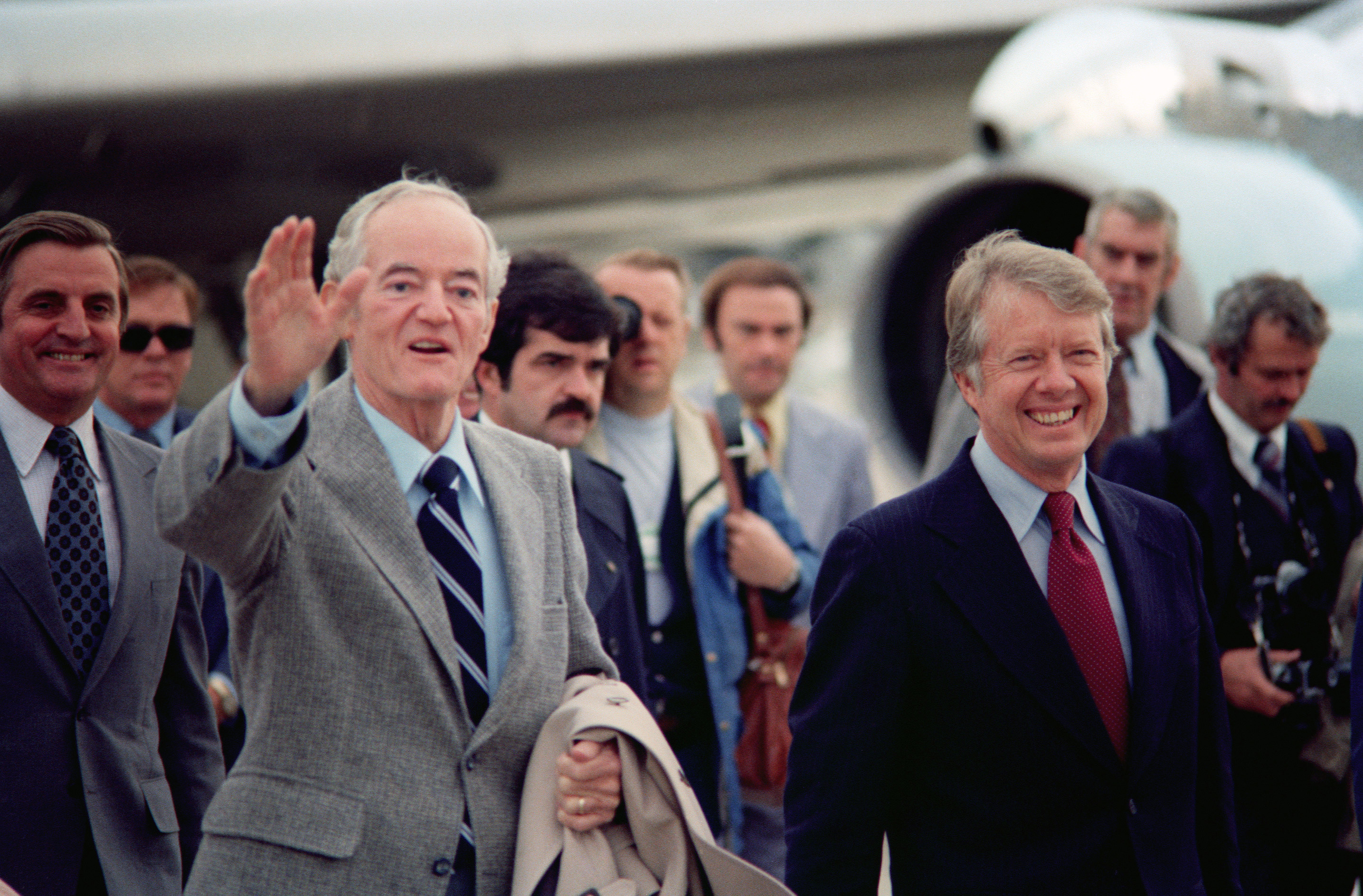
il Senatore Humphrey con il Presidente Jimmy Carter e il Vicepresidente Walter Mondale il 23 ottobre 1977.

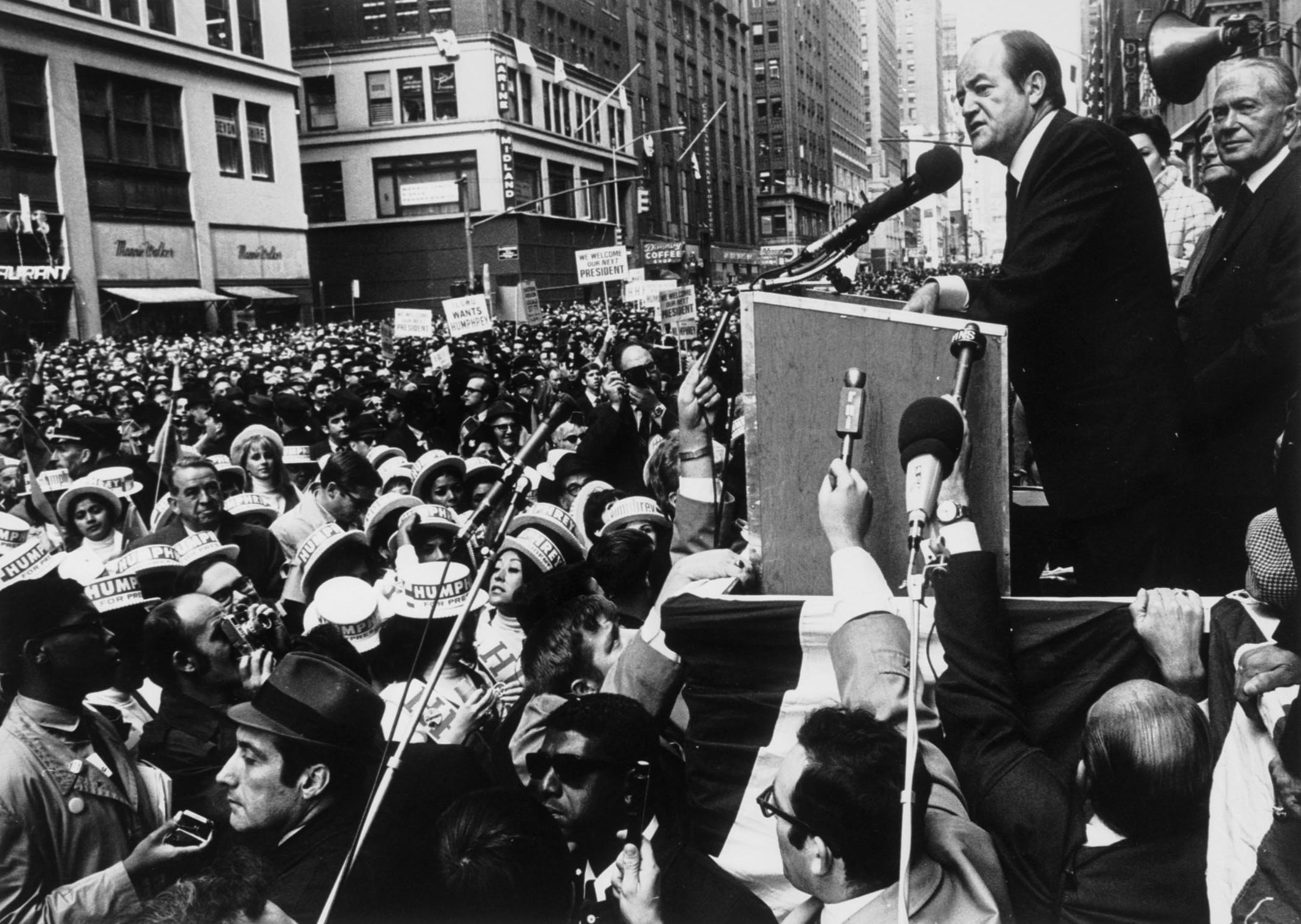
Hubert Humphrey parla alla folla da candidato ufficiale del Partito Democratico alle Elezioni presidenziali del 1968. 15 novembre 1968.